# Коркин, Василий Алексеевич
Василий Алексеевич Коркин (1892—1979) — врач-офтальмолог, организатор здравоохранения  в Коми-Пермяцком автономном Округе, Заслуженный врач РСФСР. Врач-окулист высшей категории. Почетный член Правления Всероссийского Общества Офтальмологов. Почетный гражданин  г. Кудымкар.

## Биография
Родился в селе Сюмси Вятской губернии, в семье крестьянина. В 1906—1910 годах обучался в фельдшерской школе г. Вятка, по окончании работал фельдшером в различных селах губернии, в том числе и в родном селе Сюмси. В 1914 году был мобилизован в армию. Служил в качестве фельдшера в госпитале. В дальнейшем подал прошение об отправке на фронт и был направлен в часть, где оказывалась первая медицинская помощь. В 1917 году поступил в Пермский Университет на медицинский факультет. После окончания Университета и ординатуры в глазной клинике, в 1926 году был направлен в Коми-Пермяцкий национальный округ, село Кудымкар (с 1938 — город, административный центр округа).
С 1926 по 1973 год организовывал и возглавлял офтальмологическую службу округа. В течение 15 лет являлся главным врачом Коми-Пермяцкой окружной больницы. Вёл лечебную и профилактическую работу с населением, инициировал строительство новых медицинских лечебных и образовательных учреждений. Осуществлял подготовку врачей-окулистов и среднего медперсонала, осмотр и лечение призывников, проводил практические занятия со студентами. Вел научно-исследовательскую работу. Во время Великой отечественной Войны В. А. Коркин был мобилизован в армию. В 1941—1943 годах — главврач эвакогоспиталя № 2572 на 900 коек (г. Кудымкар). В 1943—1945 годах был главным врачом специализированного глазного эвакогоспиталя № 3781 на 200 коек (г. Пермь/Молотов). За высокий профессионализм в организационной и лечебной работе в этот период был награжден орденом «Знак Почета», медалями и Почетной грамотой. Демобилизовался в чине майора медицинской службы в 1945. В мирное время И. А. Коркин продолжал плодотворно работать в г. Кудымкар, был награждён орденом «Трудового Красного Знамени» и медалями. В 1956 году получил звание Заслуженного врача РСФСР, в 1967 году — квалификацию врача-окулиста высшей категории, в 1968 году — звание Почётного члена правления Всероссийского Общества офтальмологов. С 1969 года — Персональный пенсионер республиканского значения. В 1977 году решением Кудымкарского горисполкома «за большие заслуги в организации здравоохранения и подготовке национальных медицинских кадров в Коми-Пермяцком автономном округе» В. Ф. Коркину было присвоено звание «Почётный гражданин города Кудымкар».
Его именем (совместно с супругой, — организатором родовспомогательной службы округа, Заслуженным врачом РСФСР В. М. Коркиной) названа улица города (ул. Коркиных).
В Коми-пермяцком окружном музее имеется личный фонд В. А. Коркина, — книги, личные вещи, документы, письма.
Дочь — Коркина Мария Васильевна (1926—2012) — советский и российский психиатр, доктор медицинских наук, профессор, заслуженный деятель науки РСФСР.
Умер 17 октября 1979 года в Москве. В 1980 году Постановлением Совета Министров РСФСР окружному глазному диспансеру присвоено имя В. А. Коркина.

## Врачебная и   организационная  деятельность
После окончания   ординатуры в Пермской глазной клинике В. А.  Коркин  неоднократно выезжал в Коми-пермяцкий национальный округ в качестве заведующего глазным отрядом. Организовывал и проводил лечебную работу, обследовал на дому и в учреждениях (в том числе и детских) местное население на выявление трахомы, проводил санитарно-просветительскую работу. Заболеваемость трахомой на тот период составляла 40% населения. В 1926 В.А. Коркин  был направлен в с. Кудымкар, для создания офтальмологической службы в округе и ликвидации трахомы. Организовывал курсы для врачей и среднего медперсонала не только данного округа, но и других районов Пермской области. Закупал медицинский инструментарий и оборудование.
Создавал трахоматозные пункты с постоянным нахождением обученного медперсонала. Будучи председателем комиссии окружного военкомата, выявлял у призывников трахому (до 20%), для оздоровления призывников организовал трахоматозные допризывные пункты. Проводя сплошную диспансеризацию, лично обследовал все пораженные трахомой районы. В школах, на призывных пунктах, учительских собраниях и съездах  читал  лекции. В местной печати публиковал статьи. В летнее время лечил детей, больных трахомой, в специализированных лагерях.
В 1944 В.А. Коркин инициировал строительство в Кудымкаре глазной больницы, в связи с чем неоднократно ездил  в Москву, а также лично обращался к Наркому  здравоохранения  РСФСР. В 1946 началось и в 1952 закончилось строительство 2-этажного окружного глазного диспансера на 60 коек. К 1960 г. трахома в округе была ликвидирована.
С 1926 г. постоянно и успешно работал глазным хирургом , проводил уникальные для своего времени операции (экстракция катаракты 93-летнему  больному).  В 1968 г., в возрасте 76 лет прекратил оперировать, но продолжил работать офтальмологом и главврачом диспансера.
Регулярно ездил на курсы повышения специализации (Москва, Ленинград, Одесса, Казань).

## Преподавательская и научная деятельность
В.А. Коркин принимал активное участие в  открытии в Кудымкаре фельдшерско-акушерской школы, с 1932 – 1953  преподавал глазные болезни и фармакологию, заведовал учебной частью.
С 1952 года вел практические занятия со студентами Молотовского (Пермского) Мединститута,  проходившими  специализацию  по глазным болезням.
Вел научно-исследовательскую работу. Является автором 11 научных трудов по лечению и профилактике трахомы, других глазных заболеваний, организации офтальмологической помощи. Выступал с докладами на конференциях и совещаниях. Так, в 1944 г. на первой научной конференции офтальмологов эвакогоспиталей РСФСР в  НИИ им. Гельмголца  делал доклад (по результатам совместной работы с проф. Дашевским  А.И.): «Травматические повреждения глаз по материалам Великой отечественной Войны «. Активно участвовал в ежегодных научных заседаниях областного общества офтальмологов (г. Пермь.)

## Награды и звания
Василий Алексеевич Коркин был награжден орденом «Знак  почета», орденом «Трудового Красного Знамени» и рядом медалей. Имеет звание «Заслуженного врача РСФСР». Является почетным гражданином города Кудымкар.